# Ljutovnica
Ljutovnica (cyr. Љутовница) – wieś w Serbii, w okręgu morawickim, w gminie Gornji Milanovac. W 2011 roku liczyła 165 mieszkańców.